# 氨基甲酸酯

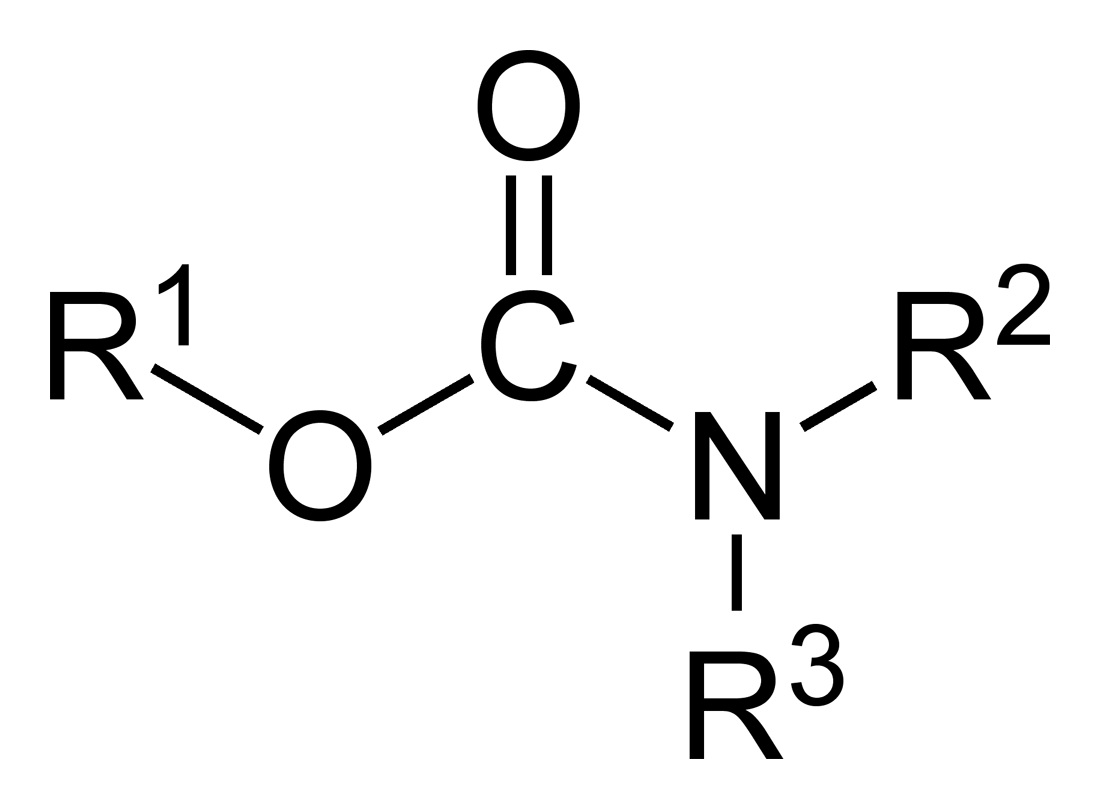
氨基甲酸酯的化學結構

氨基甲酸酯（carbamate）是一类具有 -NH(CO)O- 官能团的有机化合物的统称，它们是氨基甲酸（NH2COOH）的酯类，即氨基或胺基直接与甲酸酯的羰基相连的有机物。可由氯代甲酸酯与氨或胺反应制得，也可由氨基甲酰氯与醇或酚反应制得。
由于氨基甲酸中氮原子连接着一个羧基，它亦可被看作是一个酰胺。因此，氨基甲酸酯也可以有N位取代的烷基或芳基。例如，尿烷（氨基甲酸乙酯）在N位无取代，而N-甲基氨基甲酸乙酯在N位的H有一个被甲基取代（参见異氰酸甲酯）。

## 自然界存在
在血红蛋白中，当二氧化碳和球蛋白的N端结合的时候生成氨基甲酸酯，这样可以增强脱氧血红蛋白的稳定性，提高血红蛋白释放剩余氧分子的可能性。
1,5-二磷酸核酮糖羧化酶/加氧酶（卡尔文循环第一个固碳反应的催化剂）的运转也依赖于氨基甲酸酯的形成。在酶的活性部位，一个镁离子（Mg2+）同一个穀氨酸残基、一个天冬氨酸残基以及一个赖氨酸氨基甲酸酯相连。氨基甲酸酯在空气中的二氧化碳和无电荷的赖氨酸侧链反应时产生，使其成为氨基甲酸酯离子，产生电荷以结合镁离子。

## 商业应用

### 农药
氨基甲酸酯主要商业用途是农药，用于防治植物病、虫、草害，特别是杀虫剂，如：速灭威、涕灭威、卡巴呋喃、呋喃丹、西维因等。这些杀虫剂通过可逆性的抑制昆虫乙酰胆碱酯酶的活性，造成乙酰胆碱的积累，影响昆虫正常的神经传导，使其中毒死亡。有机磷酸酯类杀虫剂机理与氨基甲酸酯类相似，只是前者对乙酰胆碱酯酶的抑制是不可逆的，伤害性更大。

### 药物
有些氨基甲酸酯也被用于人类药物，如乙酰胆碱酯酶抑制剂新斯的明及利凡斯的明，后者的化学结构式基于天然的生物鹼毒扁豆碱。

### 材料
聚氨酯主链中含有氨基甲酸酯特征单元，这种高分子材料广泛用于黏合剂，涂层，低速轮胎，垫圈等工业领域。在日常生活领域聚氨酯被用来制造各种泡沫和塑料海绵，还被用于制造避孕套和医用器材。